# Červená nad Vltavou
Červená nad Vltavou – stacja kolejowa w miejscowości Červená, w kraju południowoczeskim, w Czechach. Znajduje się na linii 201 Tábor - Ražice, na wysokości 415 m n.p.m..  

## Linie kolejowe
- 201: Tábor - Ražice